# Condado de Fulton (Nueva York)
El condado de Fulton (en inglés: Fulton County) fundado en 1838 es un condado en el estado estadounidense de Nueva York. En el 2000 el condado tenía una población de 55,073 habitantes en una densidad poblacional de 43 personas por km². La sede del condado es Johnstown.

## Geografía
Según la Oficina del Censo, el condado tiene un área total de 1380 km² (532,8 mi²), de la cual 1285 km² (496,1 mi²) es tierra y 96 km² (37,1 mi²) (6.89%) es agua.

### Condados adyacentes
- Condado de Hamilton, Nueva York - norte
- Condado de Saratoga, Nueva York - este
- Condado de Montgomery, Nueva York - sur
- Condado de Herkimer, Nueva York - oeste

## Demografía
En el 2000 la renta per cápita promedia del condado era de $33,663, y el ingreso promedio para una familia era de $39,801. En 2000 los hombres tenían un ingreso per cápita de $29,538 versus $22,173 para las mujeres. El ingreso per cápita para el condado era de $16,844 y el 12.50% de la población estaba bajo el umbral de pobreza nacional.

## Localidades
- Bleecker (pueblo)
- Broadalbin (pueblo)
- Broadalbin (villa)
- Caroga (pueblo)
- Caroga Lake (lugar designado por el censo)
- Dolgeville (villa)
- Ephratah (pueblo)
- Gloversville (ciudad)
- Johnstown (pueblo)
- Johnstown (ciudad)
- Mayfield (pueblo)
- Mayfield (villa)
- Northampton (pueblo)
- Northville (villa)
- Oppenheim (pueblo)
- Perth (pueblo)
- Stratford (pueblo)

=> En paréntesis el tipo de gobierno.